# 타보 음베키
타보 음부옐롸 음베키(코사어: Thabo Mvuyelwa Mbeki, 1942년 6월 18일~)는 남아프리카 공화국의 정치인으로, 1999년 6월 14일부터 2008년 9월 24일까지 남아프리카 공화국의 대통령을 지냈다.
1962년부터 1990년까지 망명 생활을 하였던 그는 국외에 있으면서도 아프리카 민족회의의 단원으로 활동하였으며 1994년에 부통령이 되었다.
1999년 넬슨 만델라가 대통령직을 사임하자 그의 뒤를 이어 대통령이 되었다. 그의 재임 동안에는 인종 차별로부터 변화를 계속 추진하는 정책을 내세우고, 늘어나는 범죄와 에이즈의 전염 등을 논의하는 데 향하였다.

## 어린 시절
고반 음베키와 마 모포켕의 둘째 아들로 이두티와 지방의 음베울레니에서 태어났다. 1953년에 일어난 화재가 음베키의 촌락과 가족이 운영한 상점을 파괴하여 그의 부친이 일거리를 찾으러 요하네스버그로 이주하는 데 자극하였다.
1955년 러브데일 칼리지에서 10대로서 음베키는 정치에 흥미를 개발하였다. 그는 14세 때 아프리카 민족회의 청소년 연맹을 포함한 몇몇의 학생 정치적 기구들에 가입하였다.
1961년 요하네스버그에서 음베키는 국가의 외부에서 자신의 더욱 나가서의 교육으로 자신을 조언한 넬슨 만델라를 만났다. 만델라는 그의 정치적 믿음과 제휴들로 인하여 음베키의 인생이 위험에 놓인 것으로 믿었다. 음베키는 영국 런던으로 떠나 서식스 대학교에 입학하여 1966년 경제학에서 석사 학위를 취득하면서 졸업하였다.
다음해 음베키는 런던에 있는 아프리카 민족회의 사무국에서 공산당 지도자 유수프 다도와 함께 직업을 시작하였다. 1969년 그는 사회학 연구소에서 수학하러 모스크바로 떠났다. 그러고나서 잠비아, 보츠와나, 에스와티니, 나이지리아와 짐바브웨에서 망명 생활을 하였다.

## 경력의 성공
1970년대에 음베키는 아프리카 민족회의에서 계급들 안에서 자라났다. 남아프리카 공화국 정부는 음베키를 정치적 원수로 보아 1986년 그의 저택을 폭발시키는 데 암살범을 기용하였다. 암살범이 발견되어 채포된 후 계획은 실패되었다.
음베키는 남아프리카 공화국의 정치적 조직에서 변화를 여기는 다른 철학을 개발하였다. 1990년 그는 아파르트헤이트 체제에 대항하여 무장 분투를 멈추고, 총을 사용하는 것보다 그 협상을 믿고, 자유로 주요점을 보유하는 데 아프리카 민족회의를 설득시켰다. 그 동년에 그는 망명으로부터 공식적으로 남아프리카 공화국으로 귀국하였다.
1993년 자신이 아프리카 민족회의의 의장으로 선출되었을 때 음베키의 정치적 권력은 지속적으로 올랐다. 그는 유엔에서 아파르헤이트의 배제를 연설하였다. 다음해 음베키는 국민적으로 통합된 새 정부의 남아프리카 공화국의 부통령으로서 만델라에 의하여 선서되었다. 그해 후순에 그는 아프리카 민족회의의 부회장으로 임명되었다.
1997년 만델라가 관직으로부터 은퇴할 것 같으면서 음베키는 가능한 정책 변화들을 강연하는 데 아프리카 민족회의 50회 국립 회의에서 연설하였고 그 회장으로 선출되었다.

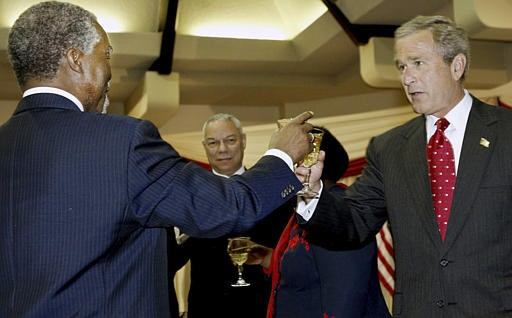
남아프리카 공화국을 방문한 조지 W. 부시 미국 대통령과 건배하는 음베키

## 대통령 재임
그는 1999년 남아프리카 공화국의 9대 대통령으로 선출되었고, 그러고나서 2002년 아프리카 민족회의의 회장으로서 2번째 임기 기간에 재선되었다.
대통령 재임시 에이즈에 음베키의 전만들이 많은 국제적 논쟁을 일으켰다. 그는 과학적 연구를 반박하여 에이즈는 인간의 면역 부전의 바이러스에 의하여 일어나지 않았다고 일어나지 않았다고 진술하였다. 그는 빈곤, 나쁜 영양 상태와 정통적 병의 건강이 에이즈의 원인들이며 그 비싼 서양의 약품들이 해결하지 않을 것이라고 믿었다. 하버드 대학교의 연구인들은 그의 에이즈 태도가 그 고통을 받는 사람들로부터 약품을 막아 그의 나라에 30만명 만큼의 사망의 결과를 가져왔다고 믿고 있다.

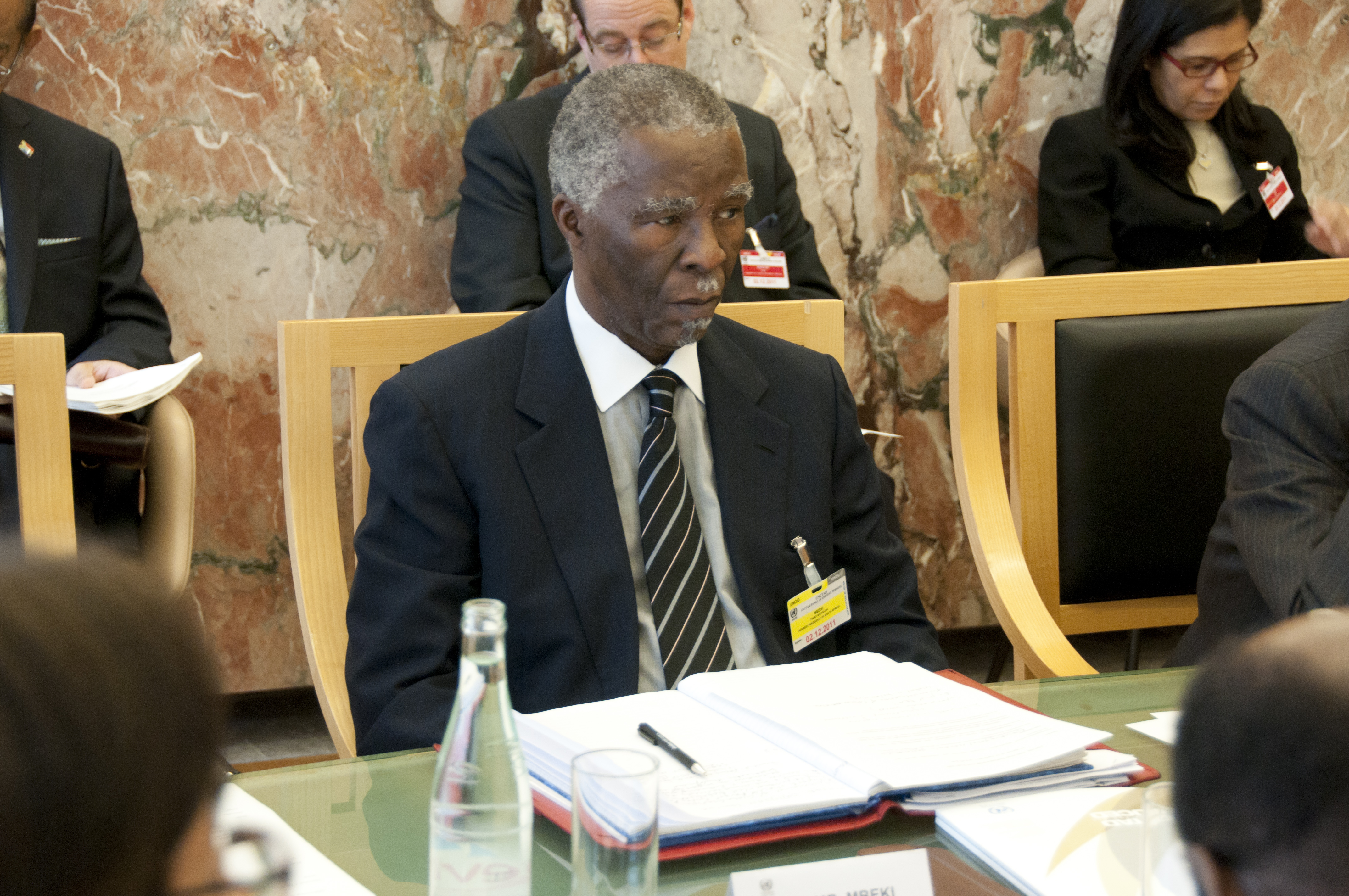
유엔 무역 개발 회의에서

2004년 남아프리카 공화국의 선거에서 아프리카 민족회의가 투표의 다수를 이겼다. 남아프리카 공화국이 민주주의적 존재로서 10주년을 축하벌인 같은 날 음베키는 대통령으로서 재선되었다. 2007년 자신이 대통령으로서 자신의 직위를 유지하였어도 제이콥 주마에게 아프리카 민족회의 회장 선거에서 패할 때 3선을 이기는 데 그의 입찰은 실패하고 말았다. 하지만 정치적 방해의 진술들이 한창일 때 2008년 아프리카 민족회의는 음베키를 남아프리카 공화국의 대통령으로서 사임하도록 의문하자, 그는 마지못해 사임할 수 밖에 없었다.
음베키는 아프리카 지방에서 비선출적 지도자 직위들에서 연루되는 데 남아있었다.

## 개인 생활
1958년 16세의 나이로 음베키와 올리브 음팔루아는 결혼 생활의 외부에서 온 아들 몬와비세 크완다를 두었다. 1974년 11월 23일 음베키는 런던에서 자넬레 들라미니와 결혼하였다.
1981년 아들 몬와비세 크완다는 이른바 음베키에게 가입하려고 남아프리카 공화국을 떠나려 한 후, 음베키의 동생 자마와 더불어 사라졌다. 그들은 아파르트헤이트 사무관들에 의하여 살해된 것으로 추정되었다.

## 역대 선거 결과
| 선거명      | 직책명                     | 대수 | 정당              | 득표율 | 득표수 | 결과 | 당락 |
| ----------- | -------------------------- | ---- | ----------------- | ------ | ------ | ---- | ---- |
| 1999년 선거 | 남아프리카 공화국의 대통령 | 9대  | 아프리카 민족회의 | 66.50% | 266표  | 1위  |      |
| 2004년 선거 | 남아프리카 공화국의 대통령 | 9대  | 아프리카 민족회의 | 69.75% | 279표  | 1위  |      |